# 宮田めぐみ
宮田めぐみ（みやた　めぐみ、1973年4月25日 - ）は、神奈川県小田原市出身の女性リポーター。血液型はAB型。ジャパン・スポーツ・マーケティング所属。

## 来歴・人物
- 大妻女子大学社会情報学部を卒業[1]。学生時代にミス小田原になったのがきっかけで芸能界デビュー。
- 2008年4月12日に結婚し、翌年の2009年7月29日に男の子を出産。
- 趣味は、サックス、水泳、茶道。
- 資格：ライフガード、ボディーボード、インストラクター、中型自動二輪車。

## 主な出演番組

### テレビ
過去
- 絶品!地球まるかじり（テレビ東京）
- NEWSもぎたて朝一番（テレビ東京）
- ジャスト（TBSテレビ）
- おはよう!グッデイ（TBSテレビ）

現在
- レディス4（テレビ東京・リポーター）

### ラジオ
- 競輪GI中継（TBSラジオ）
- DEAR FIELD（J-WAVE）
- m.c.kids（文化放送）